# Meeting international de l'océan Indien
Le meeting international de l'océan Indien est un meeting de natation organisé chaque année à la fin du mois de décembre sur l'île de La Réunion, département d'outre-mer français du sud-ouest de l'océan Indien. Il a été fondé à la fin des années 1980.